# Панлогизм
Панлогизм (от др.-греч. πᾶν — все и др.-греч. λόγος — мысль, слово, разум) — метафизическая теория, согласно которой всё существующее представляет собой воплощение разума или логоса.
Предпосылки концепции панлогизма присутствуют в учении об идеях Платона и философии стоиков. В философии Нового времени близко к панлогизму учение Спинозы, где мышление является одним из свойств субстанции. В завершённой форме панлогизм представлен в философии Гегеля, для определения которой термин панлогизм впервые применяет немецкий философ Эрдман.
Панлогизм как мировоззрение с особой последовательностью проведенное Гегелем, под действительностью понимает мир воплотившихся идей. Законы логики являются не только законами нашего мышления, но также основными законами действительности, в которой всё определяется логической необходимостью. В этом смысле онтология сближается с логикой.
Элементы панлогизма получили дальнейшее развитие в марбургской школе неокантианства.